# Gisèle Wulfsohnová
Gisèle Wulfsohnová (nepřechýleně Gisèle Wulfsohn; 18. března 1957 – 27. prosince 2011) byla jihoafrická fotografka na volné noze, pracovala pro noviny a časopisy, specializovala se na portréty, vzdělávání, zdraví a genderové otázky. Byla známá dokumentováním různých kampaní na zvýšení povědomí o HIV/AIDS. Zemřela v roce 2011 na rakovinu plic.

## Životopis
Wulfsohnová se narodila 18. března v Rustenburgu na severozápadě Jihoafrické republiky. Navštěvovala Rustenburg Primary a Kingsmead College v Johannesburgu, ale imatrikulovala v Selly Park Convent. Navštěvovala Johannesburg College of Art, kde v letech 1975 až 1977 studovala grafické výtvarné umění.

## Kariéra
Wulfsohnová začala svou profesionální kariéru v roce 1979 jako asistentka v temné komoře  a požádala o místo fotografky, když se uvolnilo místo. The Star nejprve odpověděl s tím, že fotografky nenajímají. Wulfsohnová odpověděla: "Je na čase, abyste to udělali" a nakonec tu práci dostala. Pracovala na portrétech pro sekci 'Star Women' a 'The Women's Page'. Po čtyřech letech práce v The Star přešla v roce 1983 do časopisu STYLE a v roce 1986 byla jmenována hlavní fotografkou Leadership Magazine. V březnu 1987 začala pracovat na volné noze a připojila se k agentuře Afrapix jako řádná členka s Guyem Tillim, Santu Mofokengem a Cedricem Nunnem.

### Projekty o apartheidu
Rozvoj jejího politického povědomí začal, když v roce 1979 cestovala do Evropy a byla vystavena zakázané literatuře, slavné knize Ernesta Colea House of Bondage. Wulfsohnová si začala intenzivněji uvědomovat sociální nerovnost, když se setkala s dalšími fotografy v rámci projektu nazvaného South Africa: The Cordoned Heart, který dokumentoval černošskou chudobu v Jižní Africe. Raději dokumentovala, jak apartheid utvářel životy jihoafrických občanů, než násilí a konflikty mezi demonstranty a policií. Jeden z jejích projektů, který začal v roce 1990, se jmenoval Malibongwe. Fotografovala také jihoafrické aktivistky, které tvrdě pracovaly na nastolení demokracie v Jižní Africe. Motivace k zahájení tohoto projektu byla založena na její zkušenosti z Afrafix. Tyto fotografie z výstavy Malibongwe, Let Us Praise the Women, kterou připravilo Muzeum Apartheidu k připomenutí 50. výročí Pochodu žen v roce 1956 a byly vystaveny v Johannesburgu v roce 2006.
V roce 1994 byla zaměstnána u Nezávislé volební komise s Paulem Weinbergem, Hennerem Frankenfeldem a Graemem Williamsem, aby dokumentovala první demokratické všeobecné volby v Jižní Africe. Tyto fotografie vyšly v knize s názvem An End to Waiting.

## Práce s HIV/AIDS
Od konce roku 1987 Wulfsohnová dokumentovala různé iniciativy na zvýšení povědomí o HIV/AIDS. Tento projekt byl zahájen na žádost její sestřenice, aby dala tvář AIDS v Jižní Africe. Wulfsohnová zjistila, že ministerstvo zdravotnictví v Johannesburgu vytvořilo vzdělávací hru o HIV, která se hrála na klinikách s cílem zvýšit používání kondomů. Hry hrála skupina s názvem City Health Acting Troupe (CHAT). Dokumentovala herce při jejich vystoupení. Hry se obvykle hrály v čekárnách a dalších veřejných prostorách, jako je Joubert Park Clinic. Wulfsohnová začala tuto práci v roce 1987 a ukončila ji v roce 1990. V roce 1996 spolupracovala s Garym Friedmanem na projektu Puppets against Aids ve věznici Diepkloof
V letech 1999–2000, když pracovala pro kampaň ministerstva zdravotnictví v oblasti Beyond Awareness, pořídila sérii fotografií 31 Jihoafričanů, kteří říkají veřejnosti, že mají HIV/AIDS. Tyto fotografie nazvané  Living Openly byly publikovány v novinách a časopisech po celé Jižní Africe a byly vystaveny na Durban International Aids Conference v červenci 2000. Projekt Living Openly byl uveden v televizním dokumentu, který byl v srpnu 2000 odvysílán čtyřikrát. Tato výstava byla vystavena v mnoha centrech a konferencích, jako je konference Aids in Context na University of Witwatersrand v dubnu 2001 a konference Healing Through Creative Arts Conference v Museum Africa v Johannesburgu v listopadu a prosinci 2001.
Závazek Wulfsohnové dokumentovat boj proti HIV a AIDS v Jižní Africe pokračoval více než 20 let a byl považován za klíčový.

## Další odborná práce
V roce 2000 ji najali Oxfam UK a nakladatelství Frances Lincoln, aby pořídila fotografie pro dětskou knihu s názvem One Child, One Seed, která se odehrává na venkově KwaZulu-Natal. Poté, co ilustrovala One Child, One Seed, byla stejným vydavatelem požádána, aby napsala a ilustrovala Bonganiho den – Den v životě jihoafrického dítěte.
Gisele spolupracovala s mnoha národními a mezinárodními nevládními organizacemi, včetně Nelson Mandela Foundation, Mindset, NBI (National Business Initiative) a ActionAid UK. Vytvořila také portréty sedmi soudců jihoafrických ústavních soudů, které visí v prostoru veřejného umění ústavního soudu.
Řada snímků autorky byla zahrnuta do publikace „Tenkrát a nyní“, ve které je vyzdvihována práce osmi jihoafrických fotografů, kteří pracovali během éry apartheidu a po ní. Šest jejích snímků je součástí výstavy „Vzestup a pád apartheidu“. Její fotografie byly také publikovány v různých publikacích po celém světě, jako jsou The Lancet, Mother Jones, The Economist, Marie Claire a Der Spiegel.

## Výstavy

### Samostatné výstavy
- Living Openly. Bat Centre, Durban, červenec 2000.
- Malibongwe – Let us Praise the Women. Putovní výstava. Muzeum apartheidu říjen 2006 / Nadace Nelsona Mandely / Parlament Kapského Města / Slave Lodge Kapské Město / Rwanda 2013

### Skupinové výstavy
- Living Openly, Bonanai Africa, Museum Afrika, 2002.
- SA Women's Projects, Bonani Africa, Museum Afrika 2002.
- The Fatherhood Project, Museum Afrika 2004.
- Tehdy a nyní. Putovní výstava Jihoafrická republika, Evropa, USA, Austrálie 2007.
- Rise & Fall of Apartheid, 2013–2014, USA, Evropa, Jihoafrická republika (Museum Afrika)
- Ngezinyawo – Migrant Journeys, Wits Art Museum, 2014
- Mezi stavy nouze, Nelson Mandela Foundation, 2015

## Smrt a dědictví
Wulfsohnové byla diagnostikována neoperovatelná rakovina plic v roce 2005 a žila do 27. prosince 2011. Zanechala po sobě manžela Marka Turpina a dvojčata Josepha a Samuela.
Středisko pro studium AIDS na Univerzitě v Pretorii vytvořilo ilustrovaný kalendář její práce těsně předtím, než zemřela.
Poté, co zemřela, její rodina a přátelé založili stipendium na její jméno na Market Photo Workshop v Johannesburgu na podporu mladých fotografů, kteří se zavázali používat fotografii k dokumentaci důležitých společenských problémů. První příjemce stipendia byla Sydelle Willow Smithová a její samostatná výstava „Soft Walls“ byla vystavena na Market Photo Workshop a v Kapském Městě. Příjemcem stipendia 2014/15 byl Siphosihle Mkhwanazi a jeho výstava Obvyklý podezřelý byla otevřena v červnu 2015. Phumzile Khanyile byla jmenována jako třetí příjemkyně stipendia pro rok 2015/16. Její výstava Plastic Crowns, zaměřená na otázky genderu a identity, byla zahájena na Market Photo Workshopu v únoru 2017 a byla vítězným návrhem na cenu za současnou africkou fotografii za rok 2018. Čtvrtým příjemcem mentorství byl Thembinkosi Hlatshwayo a jeho výstava „Slaghuis II“ byla zahájena na Market Photo Workshop v únoru 2020.
Velká retrospektivní výstava fotografického díla autorky byla otevřena v muzeu Wits Art v srpnu 2022.